# 索霍茨基-魏尔斯特拉斯定理
索霍茨基－魏尔斯特拉斯定理 (亦作Sokhotsky–Weierstrass 定理,  Sokhotski–Plemelj formula, 或 魏尔斯特拉斯定理（勿与其他同名魏尔斯特拉斯定理混淆）是複分析中的一个定理，用于计算很多问题中出现的柯西主值。物理学问题中很多见，但鲜有其命名的引用。该定理源自Julian Sokhotski, Karl Weierstrass和Josip Plemelj。

## 定理陈述
令ƒ为定义在实数轴上的连续函数，a与b为实常数，满足a < 0 < b。则
{\displaystyle \lim _{\varepsilon \rightarrow 0^{+}}\int _{a}^{b}{\frac {f(x)}{x\pm i\varepsilon }}\,dx=\mp i\pi f(0)+{\mathcal {P}}\int _{a}^{b}{\frac {f(x)}{x}}\,dx,}
其中{\displaystyle {\mathcal {P}}}表示柯西主值。

## 定理证明
简单证明如下：
{\displaystyle \lim _{\varepsilon \rightarrow 0^{+}}\int _{a}^{b}{\frac {f(x)}{x\pm i\varepsilon }}\,dx=\mp i\pi \lim _{\varepsilon \rightarrow 0^{+}}\int _{a}^{b}{\frac {\varepsilon }{\pi (x^{2}+\varepsilon ^{2})}}f(x)\,dx+\lim _{\varepsilon \rightarrow 0^{+}}\int _{a}^{b}{\frac {x^{2}}{x^{2}+\varepsilon ^{2}}}\,{\frac {f(x)}{x}}\,dx.}
注意到第一项 {\displaystyle \varepsilon /(\pi (x^{2}+\varepsilon ^{2}))} 为狄拉克δ函数之先趨函數，在此极限下趋近狄拉克δ函数。 因此第一项等于 {\displaystyle \mp i\pi f(0)}.
第二项，注意到因子在当 |x| >> ε时，{\displaystyle x^{2}/(x^{2}+\varepsilon ^{2})}趋近于1；当|x| << ε时趋近于0并关于零对称。 因此极限下为柯西主值积分。

## 物理应用
在量子力学和量子场论中，经常需要计算如下形式的积分：
{\displaystyle \int _{-\infty }^{\infty }\int _{0}^{\infty }f(E)\exp(-iEt)\,dt\,dE,}
其中E为能量，t为时间。 上式对时间积分不收敛，因此一般需为t加入一个负的常系数，然后再令其趋于0。
{\displaystyle \lim _{\varepsilon \rightarrow 0^{+}}\int _{-\infty }^{\infty }\int _{0}^{\infty }f(E)\exp(-iEt-\varepsilon t)\,dt\,dE}
{\displaystyle =-i\lim _{\varepsilon \rightarrow 0^{+}}\int _{-\infty }^{\infty }{\frac {f(E)}{E-i\varepsilon }}\,dE=\pi f(0)-i{\mathcal {P}}\int _{-\infty }^{\infty }{\frac {f(E)}{E}}\,dE,}
其中最后一步用到了该定理。
在等离子体物理中，推导朗道阻尼的过程中使用到该定理，从而揭示了波在无碰撞过程中亦存在阻尼现象。

### 提及该定理名称的引用
- Quantum Theory of Many-body Systems: Techniques and Applications by Alexandre M. Zagoskin, p60
- Relativistic effects in proton-induced deuteron break-up at intermediate energies with forward emission of a fast proton pair
- Two-dimensional Coulomb Liquids and Solids, Yuriy Monarkha, p259